# Андре Дерієн
Андре Дерієн (фр. André Derrien, 31 липня 1895 — 4 квітня 1994) — французький яхтсмен.
Олімпійський чемпіон 1928 року в класі 8 метрів.